# Neoantisemitismo

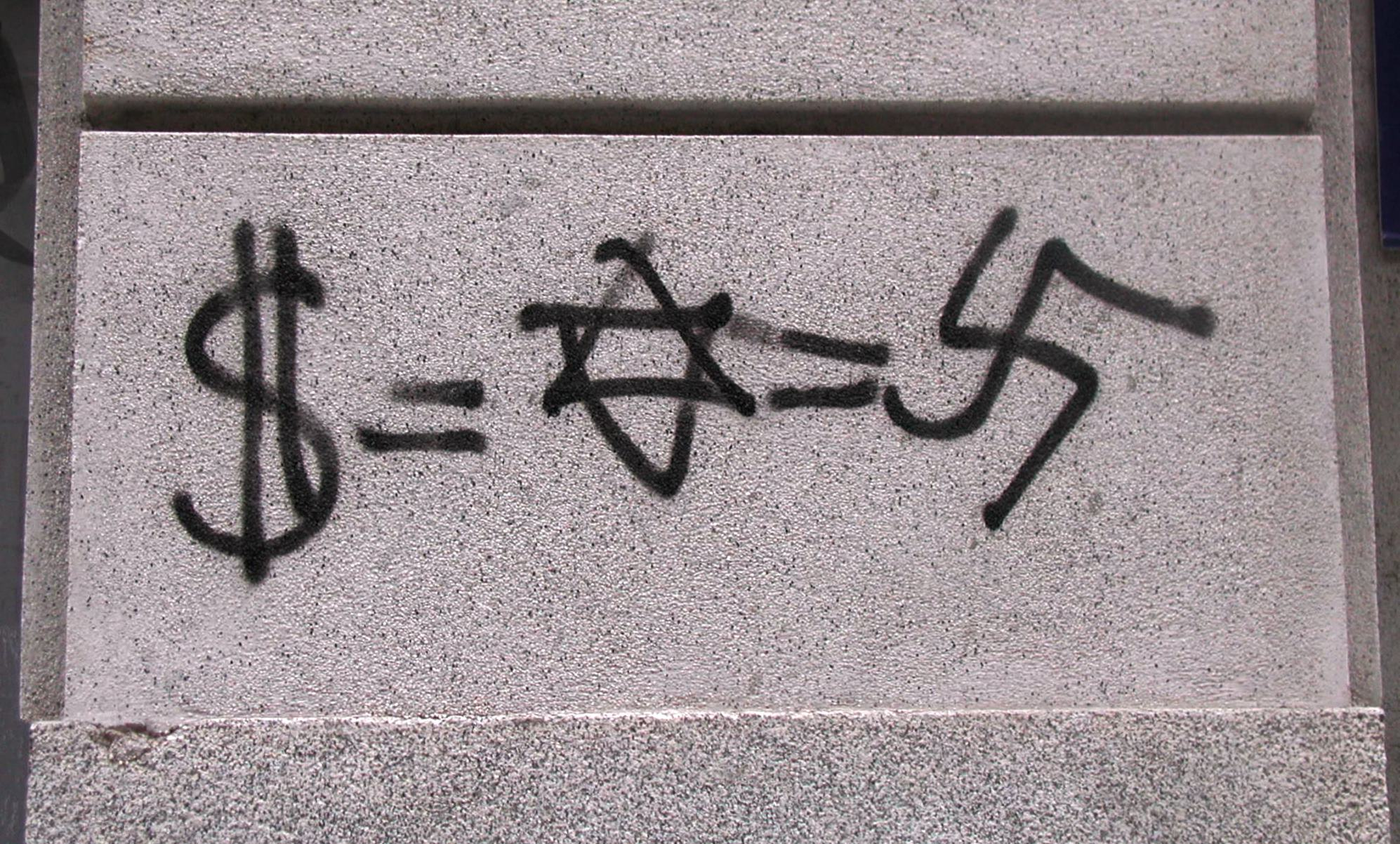
Pintada captada en 2003 en el barrio de Lavapiés, en pleno centro de Madrid (España), asociando la Estrella de David con el capital y con el nazismo.

El neoantisemitismo (o nuevo antisemitismo) es un concepto utilizado por algunos académicos para referirse al supuesto resurgimiento internacional de incidentes y ataques contra los judíos y sus símbolos, así como a la aceptación y difusión actual de creencias antisemitas de forma más o menos explícita desde finales del siglo XX. Según afirman sus proponentes, el nuevo antisemitismo sería promovido fundamentalmente desde tres fuentes ideológicas dispares entre sí: la extrema izquierda, el islamismo y la extrema derecha,y habría recuperado mitos tradicionales antisemitas, como las distintas teorías de conspiración y en particular la del dominio mundial, uniéndose «a una nueva construcción política e ideológica euro-árabe de deslegitimación y destrucción de Israel».Siempre según los partidarios de esta corriente, el antisionismo y la demonización de Israel, o el doble estándar aplicado a su conducta, estarían vinculados al antisemitismo o constituirían antisemitismo encubierto.
Los detractores del concepto sostienen que se utiliza en la práctica para instrumentalizar el antisemitismo con el fin de silenciar el debate político y la libertad de expresión en relación con el actual conflicto palestino-israelí, al confundir el antisionismo político y las críticas al gobierno israelí con el racismo, la apología de la violencia contra los judíos o el Holocausto. Estos argumentos han sido criticados a su vez como antisemitas. Otros argumentos críticos incluyen que el concepto define la crítica legítima a Israel de forma demasiado limitada y la demonización de forma demasiado amplia, y que trivializa el significado del antisemitismo.

## Origen y uso del término
El término tiene su origen en el ámbito anglosajón, tanto en medios académicos como en sectores favorables a la causa israelí. Sin embargo, también lo han desarrollado algunos teóricos franceses. Sus proponentes lo emplean sobre todo para diferenciar el supuesto nuevo antisemitismo (de base ideológica, asociado con el antiamericanismo y con la oposición a la existencia del Estado de Israel) del antisemitismo tradicional, que tenía una base etnicista y estaba tradicionalmente vinculado con ideologías de derecha. Los críticos del concepto rechazan el término pues consideran que se usaría con la intención de equiparar el antisemitismo con la crítica legítima a determinadas políticas o acciones de Israel para, de ese modo, restar credibilidad o silenciar a sus críticos.
El término se ha hecho relativamente común con la ola de antisemitismo que brotó con fuerza,[cita requerida] especialmente en Europa Occidental, tras la Segunda Intifada de 2000, el fracaso de los Acuerdos de Oslo, y los atentados del 11 de septiembre de 2001. Sin embargo, no existe consenso con respecto a su uso, pues desde 1945 el término antisemitismo quedó completamente proscrito del lenguaje político en las sociedades democráticas y nadie se reconoce públicamente como «antisemita» o «antijudío». El término es rechazado por los sectores de izquierda antisionista, que niegan que el antisionismo y el nuevo antisemitismo tengan relación alguna. También lo rechazan los miembros del movimiento Jaredí o judío ultraortodoxo como los jasidim o los Neturei Karta, quienes están en contra del sionismo y del Estado de Israel.
Otros de los intelectuales que han empleado el término son Alain Finkielkraut, Bernard-Henri Lévy o Ralf Dahrendorf y Bernard Lewis, entre otros. En el ámbito hispanohablante lo usan algunos periodistas como Pilar Rahola o escritores como Jon Juaristi, Diego Moldes y Gustavo Perednik.
Algunos autores, como Pierre-André Taguieff, proponen el término «nueva judeofobia» para referirse al mismo fenómeno. Según Taguieff, la «nueva judeofobia», cuyo nacimiento sitúa tras la Guerra de los Seis Días de 1967, «no es menos temible que el viejo antisemitismo, pero... no debe nada a la definición “racial” de los judíos en tanto que “semitas”».

## El neoantisemitismo según sus partidarios

### Origen
Algunos partidarios del concepto del nuevo antisemitismo fechan su origen en la derrota de los ejércitos árabes en la Guerra de los Seis Días (junio de 1967), que dio un vuelco en la imagen internacional de Israel, especialmente a ojos de la izquierda no comunista y de la llamada «nueva izquierda» occidental que eclosionaba justo entonces (1965-68). Según Alain Finkielkraut (La réprobation d'Israël, París, Editions Denoël/Gonthier 1983), hasta ese momento la izquierda socialista europea había tenido un «idilio» con el Estado de Israel, con el que simpatizaba por el Holocausto y los kibutz.
Según Alain Dieckhoff, este nuevo antisemitismo como reacción a la Guerra de los Seis Días se dio inicialmente y sobre todo en los movimientos comunistas y en el mundo árabe, muy a menudo revestido de antisionismo. Un ejemplo, según Dieckhoff, lo constituiría la Resolución 3379 aprobada por la Asamblea de las Naciones Unidas el 10 de noviembre de 1975 en la que se consideró que el «sionismo es una forma de racismo y discriminación racial». Votaron a favor 72 países ―en su mayoría países árabes y comunistas―, 35 en contra ―la mayoría de los países occidentales― y 32 se abstuvieron ―en su mayor parte países latinoamericanos y africanos―.
Michel Wieviorka retrasa el cambio hacia el nuevo antisemitismo en Occidente a principios de la década de 1980 pues hasta entonces la imagen del Estado de Israel había sido muy positiva. La Guerra de los Seis Días de 1967 ―al ser vista como una lucha de David (Israel) contra Goliat (los países árabes)― así como la Masacre de Múnich de 1972 y los atentados antisemitas perpetrados en Europa, como el atentado de la calle Copernic de París de 1980, reforzaron la simpatía por Israel. La percepción cambió, según Wieviorka, a partir de la invasión de Líbano por Israel en 1982, especialmente cuando se conoció la masacre de Sabra y Chatila de refugiados palestinos perpetrada por las milicias cristianas libanesas ante la pasividad cómplice del ejército israelí. Este cambio en la visión de Israel, especialmente en Europa, se vio reforzado con la Primera Intifada, iniciada en 1987, en la que el ejército israelí reprimió violentamente a los palestinos de los territorios ocupados. «En ese desigual combate, las imágenes de la guerra de los Seis Días se invierten. En adelante, serán los palestinos, armados con piedras, quienes representarán al débil David, frente a Goliat, el ejército israelí».Sería esto lo que llevó, según Wieviorka, a que el antisionismo se extendiese por Occidente, cuestionando la existencia misma del Estado de Israel y propugnando incluso la expulsión de Palestina de todos los judíos, identificando judío con «sionista». Según Wieviorka, «el discurso antisemita se renovó en los años ochenta y noventa [del siglo XX], sin por ello desistir de sus temas clásicos, heredados de las ideologías de extrema derecha y de la idea cristiana del pueblo deicida», «de modo que hoy se codean y se entremezclan un viejo fondo de antijudaísmo cristiano, ese antisemitismo clásico, nacionalista, de extrema derecha, modernizado en un punto por el negacionismo y las acusaciones de Shoah business, con otro más bien de izquierda, anticapitalista, y un nuevo antisemitismo, antisionista, sobre todo presente entre las poblaciones ampliamente excluidas, dominadas o despreciadas, así como en algunos sectores impregnados de ideologías izquierdistas, anticapitalistas y propalestinas».
Joel S. Fishman, del Jerusalem Center for Public Affairs, realiza un repaso histórico en La gran mentira y la guerra mediática contra Israel. En él analiza las técnicas de «inversión de la realidad» que practicaban los nazis, muchos de los cuales, tras la guerra, encontraron asilo en países árabes, desde donde, según explica Fishman, se reactivaron algunas de esas mismas técnicas empleadas contra los judíos pero aplicadas ahora al Estado de Israel. Fishman expone el caso de Johann von Leers quien «patrocinó la publicación de una edición árabe de Los protocolos de los sabios de Sion, recuperó el libelo de sangre, organizó emisiones informativas antisemitas en numerosas lenguas, educó a neonazis de todo el mundo y mantuvo una cálida correspondencia animando a la primera generación de negacionistas del Holocausto». Todo ello le hace concluir a Fishman que «si la propaganda árabe antiisraelí y antijudía recuerda sumamente a la del Tercer Reich, es porque existe un buen motivo».
Otro autores señalan que desde la segunda mitad de la década de 1990 y, especialmente, a partir del año 2000 se produjo lo que sus proponentes denominan una segunda oleada de nuevo antisemitismo. Por ejemplo, en Francia, en 2000-2001 los actos violentos de inspiración antisemita (incluyendo la quema de varias sinagogas y colegios judíos, agresiones personales y pintadas) se multiplicaron por diez. Lo fundamentan en el crecimiento de formas eufemísticas de judeofobia y de un debilitamiento de la prohibición que pesa en Europa sobre las opiniones antijudías («supresión de tabúes» a juicio de algunos), junto al resurgimiento de los estereotipos antisemitas de siempre (como el del «poderío y dominio judíos»).
En el siglo XXI en Francia los actos antisemitas más dramáticos fueron el secuestro, tortura y muerte en 2006 del joven judío Ilan Halimi; el asesinato delante de una escuela de tres niños y un maestro, todos ellos judíos, en marzo de 2012 en Toulouse,y la toma de rehenes en una tienda de productos judíos en la Porte de Vincennes de París en 2015 en la que resultaron muertos el terrorista y cuatro clientes del local, todos ellos judíos.

### Características
En opinión de Pierre-André Taguieff, las características del nuevo antisemitismo son las siguientes:
1. La instrumentalización del antirracismo contra Israel.[36] Taguieff cita como ejemplo la Conferencia Mundial contra el Racismo celebrada en Durban en agosto de 2001, donde se recuperó la Resolución 3379 de la ONU aprobada en 1975 (y luego derogada en 1991) que asimilaba el "sionismo" como "una forma de racismo y discriminación racial". Se incluirían aquí las resoluciones promovidas contra Israel desde organismos dependientes de la ONU.[37] Según Taguieff, el nuevo antisemitismo —o la «nueva judeofobia» como él prefiere llamarlo— no es un antisemitismo racista sino que se presenta como un antirracismo acusando a los «judíos sionistas» de ser racistas e incluso de ser genocidas y nazis por estar llevando a cabo Israel un supuesto programa de exterminio sistemático del pueblo palestino.[38] «La nazificación de Israel implica que los “judíos sionistas” habrían pasado del estatuto de “víctimas” al de “verdugos”: así pueden ser estigmatizados como los “nazis” de hoy. (…) Así, si el Estado de Israel, realización del proyecto sionista, es un “Estado racista”, “imperialista” y “opresor”, entonces la “resistencia” no solo es necesaria, sino que puede utilizar todos los medios, incluida la violencia terrorista, para alcanzar el buen fin: eliminar el supuesto “Estado racista” y “fascista”. “Los que sufren”, los “humillados” y los “desesperados” tienen todos los derechos, incluido el de cometer atentados suicidas provocando la muerte de civiles del pueblo enemigo».[39]
2. El negacionismo del Holocausto, que abarca desde la denuncia de la exageración o aprovechamiento oportunista del Holocausto, hasta la acusación del montaje de la shoá, visto como exageraciones victimistas supuestamente urdidas por los propios judíos.
3. Los modos de legitimación tomados tanto del viejo antiimperialismo y antiamericanismo, como de las críticas a la globalización neoliberal.
4. La confluencia e interacciones entre la visión de Israel como "pequeño Satán" por parte del islamismo y las representaciones occidentales antisionistas incondicionalmente favorables a los palestinos. Ambas visiones compartirían, según Taquieff, estereotipos clásicos antisemitas, como el mito de la dominación mundial, y de nuevo cuño, como la percepción de Israel como potencia colonial y racista.[40]

Algunos autores ven una nueva versión del viejo tópico antisemita del complot judío universal, en la teoría de que los atentados del 11-S fueron organizados por el servicio secreto de Israel, el Mosad, en colaboración con la CIA, que habrían sabido manipular hábilmente a Osama Bin Laden, jefe de Al Qaeda.

#### La extrema izquierda

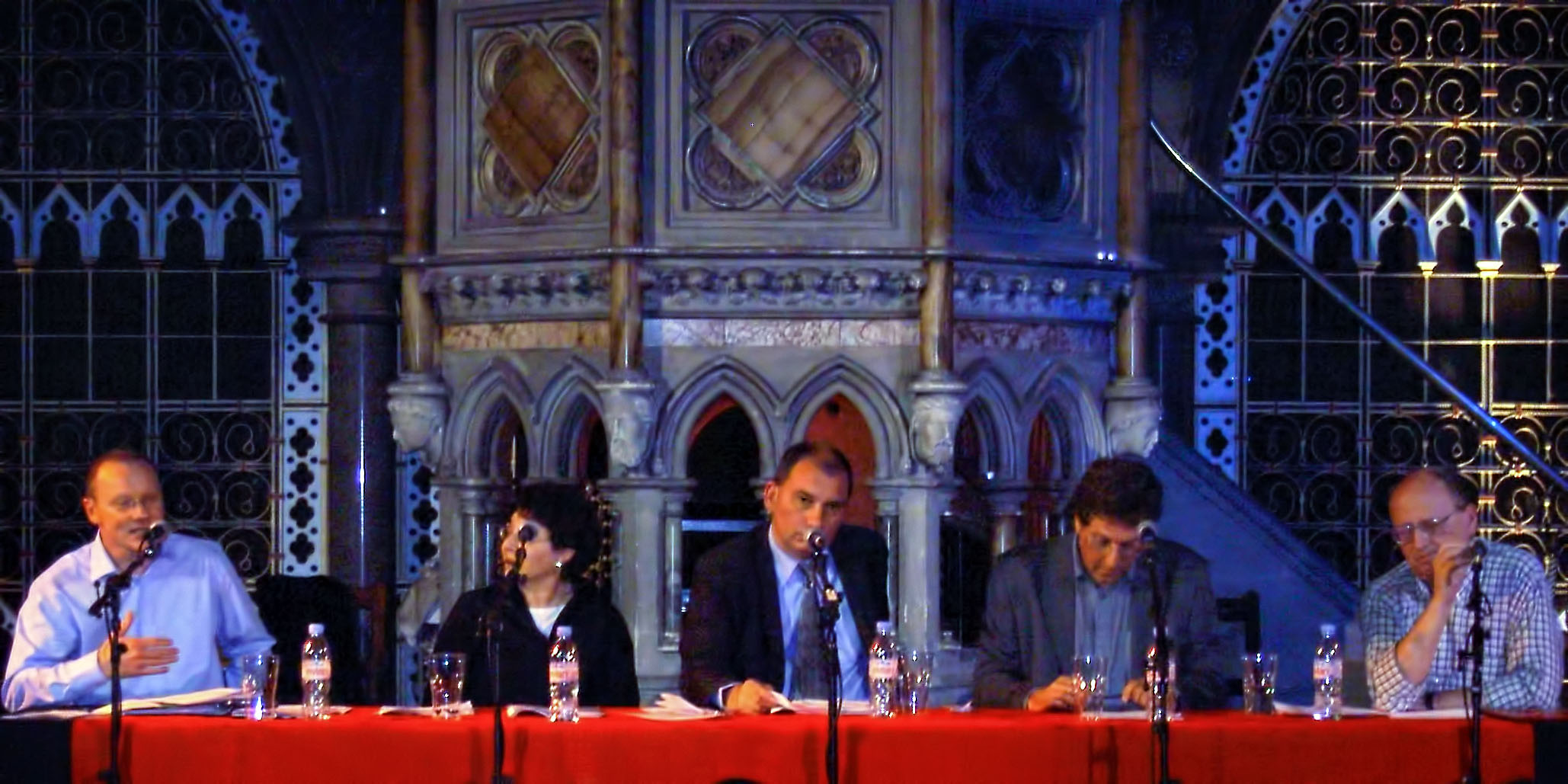
Alan Johnson, Eve Garrard, Nick Cohen, Shalom Lappin y Norman Geras, impulsores del Manifiesto de Euston.

#### El islam

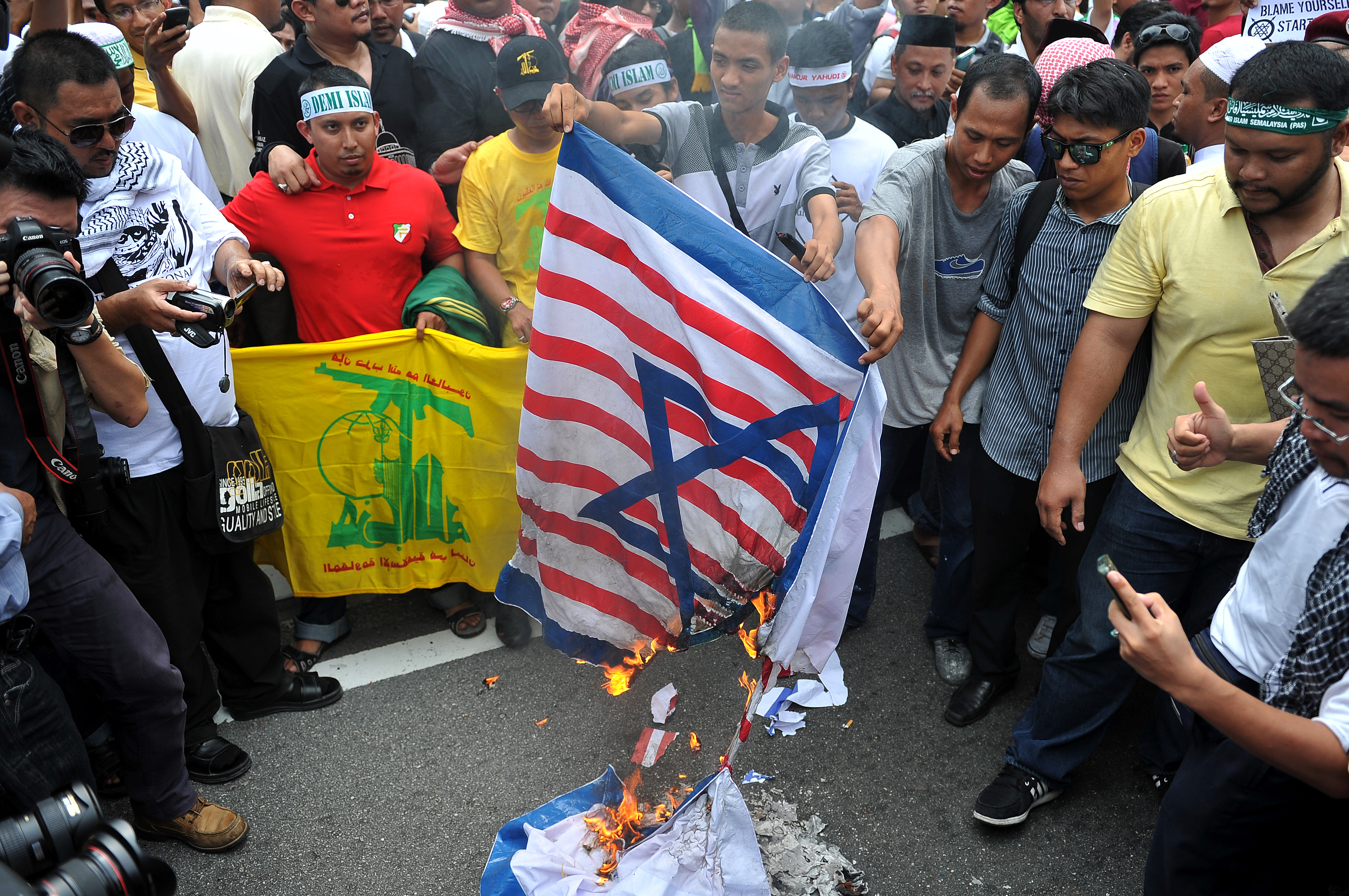
Protesta en Kuala Lumpur (Malasia), donde se quema una bandera estadounidense con el símbolo del Estado de Israel.

## Identificación del antisionismo con antisemitismo

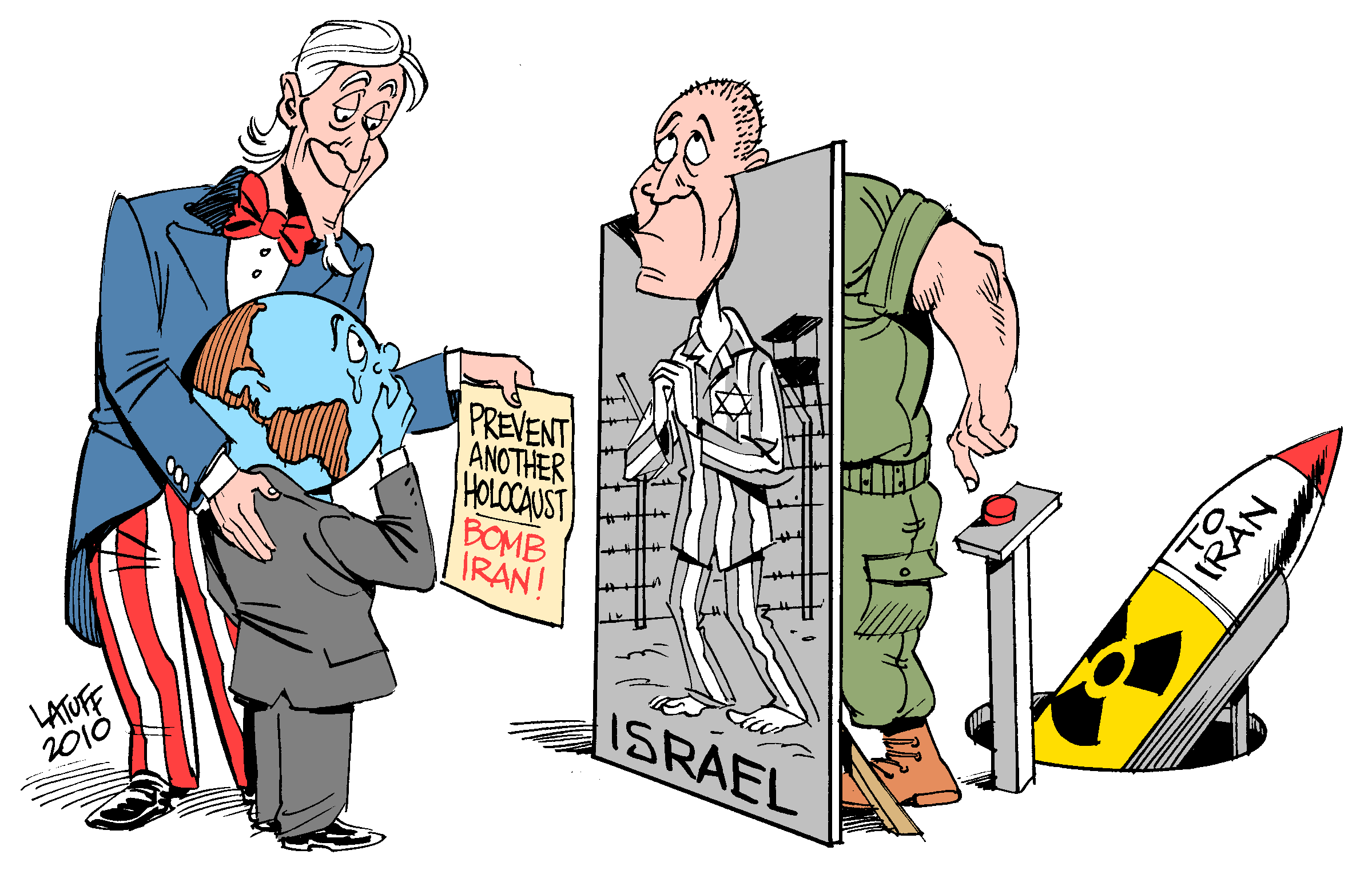
Caricatura de Latuff en la que Estados Unidos le dice al mundo: Prevenga otro holocausto, bombardee Irán y como «argumento» recurre al Holocausto. Este presunto uso propagandístico del Holocausto para justificar la pretendida política militarista del Estado de Israel, sería un ejemplo de antisionismo radical que vira hacia el antisemitismo según Michel Wieviorka.